# Pécsi Mecsek FC
Koordináták: é. sz. 46° 04′ 07″, k. h. 18° 11′ 45″46.068611°N 18.195833°E
A Pécsi Mecsek Futball Club (1995-ig: Pécsi Munkás Sport Club) Pécs város egyik férfi labdarúgócsapata. Jelenleg a NB III-ban szerepel.
A csapat legnagyobb sikerét 1990-ben aratta, amikor elhódította a magyar kupát, majd 2009-ben a Ligakupában ezüstérmes lett.
2015-ben az NB I-es klubot visszasorolták a megyebajnokságba, majd egy év múlva a Baranya megyei I. osztályú bajnokságból feljutott az NB III-ba, ahonnan 2020-ban a koronavírus-járvány miatt félbeszakított NB III mezőnyének listavezetőjeként feljutott az NB II-be, ahonnan a 2024. nyarán kiesett.

## Történelem
A Pécsi Munkás Sport Club labdarúgócsapata 1973 februárjában alakult meg, amikor a város öt csapata, a Pécsi Dózsa, a Helyiipari SK, az Ércbányász, a Pécsi Bányász és az Építők egyesüléséből létrejött a PMSC.

### Pécsi Bányász SC
A jogelőd csapatok közül a legrégebbi múltra a Pécsi Bányász tekinthet vissza. 1921. augusztus 4-én alapították meg a DVAC (Dunagőzhajózási Villamostelepi Atlétikai Club) csapatát, mely alapvetően pécsújhegyi munkás csapat volt. Az alsóbb osztályokban való szereplést az 1938-as évben az NB II-be jutással koronázta meg a csapat. Az 1940-es években a DVAC immáron Pécsi Dinamó VAC néven játszott. Az 1950-es években a csapat már Pécsújhegyi Bányász néven szerepelt, majd egyesült a Pécsbányatelepi Bányásszal. 1954 elején a csapat megerősödött a  megszűnt Pécsi Honvéd játékosaival is, majd 1954-ban az együttes játékosállományának jó része a Pécsi Dózsa csapatába került, a Pécsújhegyi Bányász pedig visszakerült a megyebajnokságba. A csapat 1956-ban ideiglenesen újra felvette a DVAC nevet, 1958-tól pedig Pécsi Bányász SK néven játszott. A megyebajnokságból 1957-ben az NB III-ba, 1963-ban az NB II-be, 1967-ben az NB I/B-be jutott, 1972-ben pedig kiesett, és utolsó szezonját az NB II-ben töltötte.
A klub színei eleinte piros-fehér, majd piros-fekete voltak.

### Pécsi Dózsa
A Pécsi MFC leghíresebb jogelőd egyesületét 1950 augusztusában alapították meg Pécsi Dózsa néven, amely ekkor lila-fehérben játszott.
A Dózsa az első 3 szezonban a 3. vonalban (megyebajnokságban), majd 2 évig az NB II-ben szerepelt, majd 1955-ben, a Kőbányai Dózsa visszalépésének köszönhetően bemutatkozhatott az élvonalban. Az első NB I-es mérkőzésén a Pécsi Dózsa a Szombathely csapatát győzte le 3-0 arányban, akkor még a Verseny utcai sportpályán. A kezdetekben jól szerepelt a csapat az élvonalban, csupán egyszer, az 1958/59-es idényt kellett a másodosztályban töltenie, de az egy év kihagyást gyorsan feledtették a játékosok, azonnal visszajutottak az első osztályba.
1970-ben rangos ellenfelek ellen szerepelt az alakulat a Vásárvárosok kupájában. Pécsre látogatott a Fabio Capello-t is a soraiban tudó Juventus, valamint a Newcastle United is. Ez utóbbi fölött itthon 2-0 arányban diadalmaskodott és tizenegyesrúgások után továbbjutott, ahol azonban a torinói csapat bizonyult erősebbnek.

### A többi alapító csapat
A Pécsi Ércbányász 1957-ben alakult Pécsi Urán SC néven, 1964-ig a megyebajnokságban, utána 2 évig az NB III-ban, majd onnantól az NB II-ben szerepelt. A Pécsi Építők 1949-ben alakult meg Pécsi Magasépítés néven, és a megyebajnokság résztvevője volt. A Pécsi Helyiipari SK 1957-ben alakult meg, 1965-ig, majd 1969-ben megyebajnokságban szerepelt, 1966 és 1968 között, valamint 1970 és 1973 között az NB III szereplője volt.

### Pécsi Munkás SC
1973 februárjában jött létre az 5 alapító csapat egyesüléséből (de gyakorlatilag a Pécsi Dózsa jogutódjaként) a Pécsi Munkás Sport Club (PMSC). Az új egylet és új csapat 1973. március 4-én mutatkozott be a nagyközönség előtt a Szeged csapata ellen, ekkor már a lila-fehér helyett piros-fekete színekben. A PMSC 1975-ben kiesett a legmagasabb osztályból, és ekkor költözött át a PVSK Stadionból Újmecsekaljára. Visszatérésére két évet kellett várniuk a szurkolóknak, ekkor a csapat első helyen végzett a másodosztályban.
A PMSC a 80-as évek második felében érte el legnagyobb sikereit: az NB I-ben az 1985–1986-os szezonban ezüst, az 1990–1991-es szezonban bajnoki bronzérmet szereztek, de a klub legnagyobb sikerének az 1989–1990-es magyar labdarúgókupa győzelme számít. A sikereknek köszönhetően a PMSC játékosai nemzetközi mérkőzéseken is részt vettek (fogadták a Feyenoord és a Manchester United csapatát is), a stadion befogadóképességét is 12000-ről 16000-re bővítették 1985-ben.

### Pécsi Mecsek FC
1995-ben a PMSC szakosztályai szétváltak, a labdarúgó szakosztály PMFC néven, míg a férfi és női kézilabda szakosztályok PMKC néven folytatták a szereplését, miközben a sport helyett futball illetve kézilabda, a munkás helyett Mecsek került az új klubok nevébe.
A labdarúgócsapat 1996-ban az NB I utolsó helyezését érte el, így pályán elért eredmények alapján kiesett volna az első osztályból, az újabb élvonalbeli évet csak a létszámbővítésnek köszönhette, egy évvel később viszont már nem volt menekvés, a csapat a 17. helyen zárt, így búcsúzott a legjobbaktól. A két szezonig tartó időszaknak a 2000-es évad tavaszi idénye vetett véget: a Gázszer FC indulási jogát megvásárolva a PMFC újra az élvonalban szerepelhetett (a másodosztályú indulási jogot eladta a REAC-nak). Az új évezredet tehát a legfelső osztályban kezdte a mecseki csapat, ami nem volt tartós, 2 szezon után ismét a második vonal következett. A feljutásra 4 szezont kellett várni, 2003-ban a csapat ismét a másodosztály bajnokaként került fel az NB I-be.
A csapat 4 évvel később, a 2006–2007-es szezonban a 15. helyezést érte el, amely biztos kiesést jelentett (ötödik alkalommal esett ki a csapat az első osztályból).  Az uránvárosi klubot Matyi Dezső, magyar befektető, üzletember vásárolta meg, aki gőzerővel látott neki, hogy a csapatot minél hamarabb ismét felvigye az első osztályba. Változatos időszak következett, amikor sűrűn váltották a vezetőedzők egymást a csapat kispadján (Botos Antal, Márton Gábor, Várhidi Péter, Kiss László)
Újabb 4 évvel később, a 2010–2011-es szezonban a PMFC az első helyet szerezte meg a nyugati csoportban és ezzel újra kivívta a jogot, hogy az elsőosztályú nemzeti bajnokságban szerepeljen a 2011–2012-es szezonban. A szezont Mészáros Ferenccel kezdte meg a csapat, akit azonban a tavaszi idényben, április 2-án leváltottak, helyét az idény végéig az eddigi másodedző, Mink Olivér vette át. A bajnoki szezon végétől Supka Attila vette át a vezetőedzőséget.
A klubot működtető PMFC Sport Kft. többségi tulajdonosa, Matyi Dezső 2013. december 27-én rendkívüli sajtótájékoztatón váratlanul bejelentette, hogy a "PMFC-Matias működését biztosító Alexandra cégcsoport, illetve azon belül a Matias Borászat [...] 2014. január 1-től megszünteti a finanszírozást a pécsi futballban".
Az MLSZ nem adta meg a licencet a következő idényre, a klubot kizárták az élvonalból. 4 év élvonal után a csapat a megyei I. osztályban kezdte újra Márton Gábor vezetésével. A főleg korábbi pécsi és fiatal játékosokból álló együttes megnyerte a 2015/16-os bajnokságot és feljutott a harmadosztályba, ahol 4 szezonon keresztül nem sikerült az újabb lépés a visszajutás felé.
A PMFC 2020-ban az NB III középső csoportját vezette, miután a koronavírus-járvány miatt félbeszakadt bajnokság. A 2020-2021-es szezonban már az NB II-ben szerepelt. A 2023-2024-es szezonban kiestek az NB II-ből, így a következő bajnokságot az NB. III. Dél-nyugati csoportjában kezdték meg.
A labdarúgó csapatot a PMFC-Labdarúgó Kft. üzemelteti, melynek tulajdonosai: Pécs Megyei Jogú Város Önkormányzata, Pécsi Sport Nonprofit Kft, ERGOB-Sport Kft.

### Sikerek
- NB I
  -  Ezüstérmes (1): 1985–86
  -  Bronzérmes (1): 1990–91
- Magyar kupa:
  -  Győztes (1): 1989–90
  -  Döntős (2): 1977–78, 1986–87

### Nemzetközi kupaszereplések
| Szezon      | Bajnokság           | Forduló      | Ellenfél                 | Otthon      | Idegenben   | Össz.       |
| Pécsi Dózsa | Pécsi Dózsa         | Pécsi Dózsa  | Pécsi Dózsa              | Pécsi Dózsa | Pécsi Dózsa | Pécsi Dózsa |
| ----------- | ------------------- | ------------ | ------------------------ | ----------- | ----------- | ----------- |
| 1962–63     | Intertotó-kupa      | Csoportkör   | Blauw-Wit Amsterdam      | 5–2         | 0–0         |             |
| 1962–63     | Intertotó-kupa      | Csoportkör   | FK Velež Mostar          | 4–1         | 2–1         |             |
| 1962–63     | Intertotó-kupa      | Csoportkör   | VfV Hildesheim           | 5–3         | 1–0         |             |
| 1962–63     | Intertotó-kupa      | Negyeddöntő  | NK Rijeka                | 2–1         | 2–2         | 4–3         |
| 1962–63     | Intertotó-kupa      | Elődöntő     | Calcio Padova            | 0–3         | 3–4         | 3–7         |
| 1970–1971   | Vásárvárosok kupája | 1. forduló   | FC Universitatea Craiova | 3–0         | 1–2         | 4–2         |
| 1970–1971   | Vásárvárosok kupája | 2. forduló   | Newcastle United FC      | 2–0         | 0–2         | 2–2         |
| 1970–1971   | Vásárvárosok kupája | Nyolcaddöntő | Juventus FC              | 0–2         | 0–1         | 0–3         |
| PMSC        |                     |              |                          |             |             |             |
| 1986–1987   | UEFA-kupa           | 1. forduló   | Feyenoord                | 1–0         | 0–2         | 1–2         |
| 1988        | Intertotó-kupa      | Csoportkör   | Grasshopper Club Zürich  | 0–1         | 0–1         |             |
| 1988        | Intertotó-kupa      | Csoportkör   | Östers IF                | 2–0         | 1–3         |             |
| 1988        | Intertotó-kupa      | Csoportkör   | Pogoń Szczecin           | 3–1         | 0–0         |             |
| 1990–1991   | KEK                 | 1. forduló   | Manchester United FC     | 0–1         | 0–2         | 0–3         |
| 1991–1992   | UEFA-kupa           | 1. forduló   | VfB Stuttgart            | 2–2         | 1–4         | 3–6         |

## Játékoskeret
Utolsó módosítás: 2024. február 27.
A vastaggal jelzett játékosok felnőtt válogatottsággal rendelkeznek.
A dőlttel jelzett játékosok kölcsönben szerepelnek a klubnál.

| Mezszám           | Név                 | Nemzetiség    | Születési hely | Születési idő (kor)            | Korábbi csapat                | Érték (€) | Szerződés lejárta |
| Kapusok           | Kapusok             | Kapusok       | Kapusok        | Kapusok                        | Kapusok                       | Kapusok   | Kapusok           |
| ----------------- | ------------------- | ------------- | -------------- | ------------------------------ | ----------------------------- | --------- | ----------------- |
| 13                | Helesfay Donát      | magyar        | Pécs           | 1990. július 19. (34 éves)     | Tiszakécske FC                | 150 000   | Nem publikus      |
| 81                | Varasdi Dániel      | magyar        | Pécs           | 2000. március 12. (25 éves)    | HR-Rent Kozármisleny FC       | 75 000    | 2024.06.30.       |
| Védők             |                     |               |                |                                |                               |           |                   |
| 3                 | Rácz László         | magyar        | Törökkanizsa   | 1995. április 26. (30 éves)    | SZEOL SC                      | 200 000   | Nem publikus      |
| 5                 | Danilo Pejovic      | szerb · HUN   | Szabadka       | 1998. június 21. (27 éves)     | Kecskeméti TE                 | 175 000   | Nem publikus      |
| 14                | Takács Zsombor      | magyar        | Budapest       | 1999. február 22. (26 éves)    | BVSC-Zugló                    | 100 000   | Nem publikus      |
| 16                | Majnovics Martin    | magyar        | Sopron         | 2000. október 26. (24 éves)    | Zalaegerszegi TE FC           | 150 000   | Nem publikus      |
| 19                | Varga Botond        | magyar        | Mohács         | 2004. január 3. (21 éves)      | Pécsi Egyetemi Atlétikai Club | 10 000    | Nem publikus      |
| 30                | Mayer János         | magyar        | Győr           | 2003. október 29. (21 éves)    | Puskás Akadémia II            | 75 000    | Nem publikus      |
| 32                | Hadaró Valentin     | magyar        | Kaposvár       | 1995. június 8. (30 éves)      | Kecskeméti TE                 | 150 000   | Nem publikus      |
| 33                | Szekszárdi Tamás    | magyar        | Szekszárd      | 1994. március 31. (31 éves)    | Kazincbarcikai SC             | 25 000    | Nem publikus      |
| Középpályások     |                     |               |                |                                |                               |           |                   |
| 10                | Harsányi István     | magyar        | Tiszaújhely    | 1997. április 26. (28 éves)    | Szentlőrinc SE                | 175 000   | Nem publikus      |
| 21                | Terbe Botond        | magyar        | Kecskemét      | 2000. április 19. (25 éves)    | Vasas FC                      | 200 000   | Nem publikus      |
| 26                | Krausz Raul         | román · HUN   | Erzsébetbánya  | 1995. július 3. (29 éves)      | BFC Siófok                    | 150 000   | Nem publikus      |
| 30                | Hudák Martin        | magyar        | Szarvas        | 1994. február 22. (31 éves)    | Mezőkövesd Zsóry FC           | 150 000   | Nem publikus      |
| 77                | Bachesz Edvin       | magyar        | Pécs           | 2005. június 17. (20 éves)     | Utánpótlásból került fel      | 100 000   | Nem publikus      |
| 88                | Szeles Tamás        | magyar        | Salgótarján    | 1993. december 7. (31 éves)    | Diósgyőri VTK                 | 100 000   | Nem publikus      |
| Támadók           |                     |               |                |                                |                               |           |                   |
| 7                 | Szabó Máté          | magyar        | Budapest       | 1999. január 26. (26 éves)     | Szentlőrinc SE                | 125 000   | Nem publikus      |
| 9                 | Rácz Balázs         | magyar        | Pécs           | 2004. január 14. (21 éves)     | Debreceni VSC                 | 50 000    | Nem publikus      |
| 11                | Tóth-Gábor Kristóf  | magyar        | Nagykanizsa    | 2001. szeptember 11. (23 éves) | Budapest Honvéd FC            | 200 000   | Nem publikus      |
| 17                | Vas Bence           | magyar        | Pécs           | 2005. június 12. (20 éves)     | Utánpótlásból került fel      | 50 000    | Nem publikus      |
| 18                | Miknyóczki Ádám     | magyar        | Budapest       | 2002. augusztus 17. (22 éves)  | MTK Budapest FC               | 75 000    | 2024.06.30.       |
| 20                | Gera Zalán          | magyar        | Szeged         | 2003. július 31. (21 éves)     | Ferencvárosi TC II            | 100 000   | Nem publikus      |
| 22                | Bukovics András     | magyar        | Pécs           | 2005. május 22. (20 éves)      | Utánpótlásból került fel      | 150 000   | Nem publikus      |
| 76                | Lacza Alex          | szlovák · HUN | Zselíz         | 2004. június 17. (21 éves)     | Győri ETO FC                  | 125 000   | 2024.06.30.       |
|                   | Kántor Kevin Sydney | magyar        | Kaposvár       | 2000. október 3. (24 éves)     | Malcantone Agno               | -         | Nem publikus      |
| Név               | Poszt               | Nemzetiség    | Születési hely | Születési idő (kor)            | Kölcsönben itt                | Érték (€) | Kölcsön lejárta   |
| Nagy Szilveszter  | kapus               | magyar        | Kaposvár       | 2003. augusztus 1. (21 éves)   | Szentlőrinc SE                | 25 000    | -                 |
| Alexander Svedyuk | védő                | UKR · HUN     | Szentmiklós    | 1995. július 11. (29 éves)     | BFC Siófok                    | 150 000   | 2024.06.30.       |
| Miklós Péter      | védő                | magyar        | Pécs           | 2005. október 10. (19 éves)    | Szentlőrinc SE                | -         | 2024.06.30.       |
| Orbán Kolos       | támadó              | magyar        | Pécs           | 2005. március 20. (20 éves)    | Pécsi Egyetemi Atlétikai Club | -         | 2024.06.30.       |

## Híres játékosok
* a félkövérrel írt játékosok rendelkeznek felnőtt válogatottsággal.
| - Richard Niederbacher - 🏴󠁧󠁢󠁥󠁮󠁧󠁿 Archie Hawkins - Dimitar Makriev - Oleg Korol - Kahaber Cshetiani (2003) - Vukašin Poleksić - Manjrekar James - Robert Warzycha - Egejuru Godslove Ukwuoma - Solomon Okoronkwo - Babatunde Fatusi (1995) - Cătălin Azoiței (1992–1994, 1996–1997) - Ion Adrian Zare - Zoran Zeljkovič | - Aczél Zoltán (1995–1996) - Bajúsz Endre (2003–2007) - Bajzát Péter (2011–2013) - Balogh Béla (2013–2015) - Bérczy Balázs (1985–1990) - Bodnár László (2012) - Bódog Tamás (1989–1994) - id. Dárdai Pál (1974–1986, 1988–1989) - ifj. Dárdai Pál (1991–1995) - Dibusz Dénes (2008–2014) - Disztl Péter (1996–1997) - Dunai II Antal (1961–1964) - Dunai János (1959–1970) - Eszenyi Dénes (1994–1995) - Fehér Csaba (1992–1996) - Garami József (1953–1963) - Gelei Károly (1994–1995) - Gera Zoltán (1997–2000) - Győri János (1995–1997, 2006–2008) | - Jäkl Antal (1993–1997) - id. Kardos Ernő (1971–1982) - Katzirz Béla (1972–1983) - Kerekes Zsombor (2004) - Kiss Sándor (1975–1979) - Kocsis István (1969–1975) - Koplárovics Béla (2008–2009) - Kovács Zoltán (1996) - Lovrencsics Gergő (2008–2011) - Lőrincz Sándor (1977–1988) - Márton Gábor (1985–1990, 1994–1995, 1999, 2000–2004) - Mészáros Ferenc (1981–1987, 1993–1994) - Palaczky János (1986–1994, 2000) - Pest Krisztián (2002–2005, 2006–2007) - Rapp Imre (1965–1975) - Róth Antal (1978–1986) - Stark Péter (2009–2010) - Szatmári Lóránd (2005–2007, 2012–2015) - Szeibert György (1997) - Sztipánovics Barnabás (2014–2015, 2017) - Toma Árpád (1977–1989) - Tököli Attila (1993–1996) - Zombori Sándor (1969–1975) |

## Híres edzők
- Orczifalvi István (1964–1965)
- Teleki Gyula (1966–1967)
- Kovács Imre (1968–1969)
- Czibulka Mihály (1970–1971)
- Preiner Kálmán (1971–1973)
- Czibulka Mihály (1972–1973)
- Dunai János (1973–1975)
- Garami József (1975–?)
- Kovács Imre (1976–1978)
- Szőcs János (1978–1981)
- Garami József (1985–1992)
- Róth Antal (2001–2002)
- Nagy Tamás (2002–2005)
- Várhidi Péter (2009–2010)
- Kiss László (2010–2011)
- Robert Jarni (2014-2015)

## Szezonok
- A Pécsi Mecsek FC 2003–2004-es szezonja
- A Pécsi Mecsek FC 2004–2005-ös szezonja
- A Pécsi Mecsek FC 2005–2006-os szezonja
- A Pécsi Mecsek FC 2006–2007-es szezonja
- A Pécsi Mecsek FC 2011–2012-es szezonja
- A Pécsi Mecsek FC 2012–2013-as szezonja
- A Pécsi Mecsek FC 2013–2014-es szezonja